# Hammam Dhalaa
Hammam Dhalaa là một đô thị thuộc tỉnh Msila, Algérie. Dân số thời điểm năm 2002 là 34.785 người.